# Csabai Márk
Csabai Márk (Budapest, 1985. október 21.) magyar krimiíró, blogíró.

## Pályája
Középiskolai tanulmányait 2004-ben a budapesti Dobos C. József Vendéglátóipari Szakképző Iskolában végezte el, majd a Falcon Script and Novel Writingban folytatta. Az iskolából kikerülve a vendéglátó szakmában kezdett dolgozni. Dolgozott bárokban, bármixerként számos versenyt is nyert. Jelenleg is vendéglátásban dolgozik a családi éttermében. A vendéglátás mellett kezdett az írással foglalkozni. Az írás és a vendéglátás mellett, 2014 elején, ötletgazdaként megalapította Berta Péter barátjával karöltve a "Jelen Vagyok" Tehetséggondozó Egyesületet, ahol azóta is az elnöki pozíciót tölti be. 2017-ben elindította az #olvasnimeno programot, amely mára a hazai könyvpiac egyik könyváruházává nőtte ki magát (www.olvasnimeno.hu). 2018 óta a KMTG mentora, majd oktatója. 2019-ben megalapította könyvkiadóját az Írni Menő könyvkiadót.

## Elismerései
Magyar Bronz Érdemkereszt, Bp., 2021 kulturális tevékenységért
Dugonics András Irodalmi Díj, Krimi regények, 2020

## Csabai Márk
Első könyvei még Mark Wander néven jelentek meg. Mark Wanderként megírt művei: Rossz úton 2008-ban, majd 2010-ben a Bosszú kötelez.2011-ben már saját nevén írta az Egy csibész naplóját, mely 2012 júniusában került újra boltokba az Ulpius-ház Kiadó gondozásában. 2012 októberében szintén az Ulpius-ház Könyvkiadó gondozásában jelent meg a Nem tündérmese és a sorozat részeként debütált az Áfi Ramón meló című regénye is. Az Ulpius-ház Könyvkiadó után az Athenaeum Kiadónál folytatta munkáját. 2015 szeptemberében mutatták be A Hatlövetű című regényét. Ezt pedig 2017 őszén a Határtalanok című kötete követte az Álomgyár Kiadó gondozásában, aki a korábbi Ulpius-ház által gondozott kiadványokat új köntösbe bújtatta és aktualizálta. Csabai Márk 2017-óta aktív szerzője az Álomgyár Kiadónak és az alábbi köteteket publikálta első megjelenésként:

## Könyvei
- 2008: Rossz úton (Mark Wander) (Accordia Kiadó ISBN 978-963-982-4065)
- 2009: Mark Wander: A bosszú kötelez; Ad Librum, Bp., 2010, ISBN 978-963-9934-818
- 2010: Egy csibész naplója. Na most megmutathatod, mennyire vagy kemény csávó!; Ad Librum, Bp., 2011, ISBN 978-615-5033-37-7)
- 2012: Egy csibész naplója (Csabai Márk) (Ulpius-ház ISBN 978-963-2546-469)
- 2012: Nem tündérmese (Csabai Márk) (Ulpius-ház ISBN 978-963-2546-476)
- 2013: Az Áfi Ramón meló (Csabai Márk) (Ulpius-ház ISBN 978-963-2547-213)
- 2015: A Hatlövetű (Csabai Márk) (Athenaeum Kiadó ISBN 978-963-2934-631)
- 2017: Határtalanok (Csabai Márk) (Álomgyár Kiadó ISBN 9786155692918)
- 2018: Egy csibész naplója. A nő bajjal jár (Csabai Márk) (Álomgyár Kiadó ISBN 978-615-5763-33-5)
- 2018: Nem tündérmese. A nők hálójában (Csabai Márk) (Álomgyár Kiadó ISBN 978-615-5763-45-8)
- 2018: Egy csibész naplója. A nő bajjal jár (Csabai Márk) (Álomgyár Kiadó ISBN 978-615-5763-33-5)
- 2018: A magányos farkas. Hazatérés az alvilágból (Csabai Márk) (Álomgyár Kiadó ISBN 978-615-5763-519)
- 2018: Nem mondhatsz nemet! (Csabai Márk) (Álomgyár Kiadó ISBN 978-615-5875-748)
- 2019: Így öltek ők. A tíz leghírhedtebb magyar sorozatgyilkos az elmúlt száz évből (Csabai Márk) (Álomgyár Kiadó ISBN 978-615-6013-583)
- 2021: Így nyertek ők. Magyar sportolók, akik megváltoztatták a világot (Csabai Márk) (Álomgyár Kiadó ISBN 978-615-6067-326)

## Színdarab
- 2016: „A másik – istenkísértés” – A mű munkacíme: Isten és az Ő másik fia (2 felvonásos, Ősbemutató 2016.03.31. Spirit színház)
- 2016: „A vád” – (2 felvonásos, Ősbemutató 2016.09.19. – AuroraArt)